# Georges Passerieu
Georges Passerieu, nacido el 18 de noviembre de 1885 en Londres y fallecido el 5 de mayo de 1928 en Peray (France) fue un ciclista francés.

## Palmarés
1906
- 2.º en el Tour de Francia, más 2 etapas

1907
- París-Roubaix
- París-Tours
- 2 etapas del Tour de Francia

1908
- 3º en el Tour de Francia, más 3 etapas

## Resultados en el Tour de Francia
- 1906 : 2º, ganador de 2 etapas
- 1907 : 4º, ganador de 2 etapas
- 1908 : 3º, ganador de 3 etapas
- 1911 : abandonó
- 1913 : abandonó